# Listă de rețele de socializare românești
Rețelele de socializare web, din domeniul Internetului și informaticii, sunt comunități de utilizatori cu interese comune ai unor situri web, care în general oferă și o paletă de servicii web specializate pe anumite domenii. Uneori conținutul informațional ce se oferă în rețeaua socială este generat chiar de către utilizatori, caz în care se vorbește despre medii sociale.

## Rețele de socializare din România
- Apelativo.com
- 220
- Afaceri
- Agregator
- Apropiere fără Limite
- Bagă Mare
- Bășcălie
- Bionyk
- Bloglog
- BlogPoint
- BlogRo
- Booktopia.ro
- Bree
- Ce Faci
- Cică
- Cirip
- City Cars
- click-click
- Digline
- Digme
- Entrigd
- eOK
- Exclusiv România
- fain @ Polimedia
- FAV 20
- Feedy
- FeteBaieti.com
- Gashca.ro
- GetLoaded
- Get STATUS
- Ghidoo
- Globber
- HappyFish
- Hello You
- Hellow
- Heyo
- HeyTu.ro[1]
- Iași Net
- Ikonect
- InterKasa
- Întrebări Interesante
- Invită
- Koolro
- Latimp.net
- Likeu
- LOKA
- Lucrez în IT
- Lumea e Mică
- Luvikoo.com
- Metropotam
- Myshoppy.ro
- Neogen
- Netlog
- OK Blog
- Omolog[2]
- Patimi
- Pe Țeavă
- Pom Verde
- Preferate
- Prieteni
- Prieteni Coca-Cola
- Prietenii ZZN
- ProBlogger
- ProDdit
- Răspunsuri
- Recomandă
- Relatii.ro
- Rezo.ro
- Romandru.ro
- Schimbă Lumea
- Sibir
- SilverFace
- Simpatie
- Socializare.net
- Socializari
- SocialWay.ro
- Spațiul Meu
- Studentpenet.ro
- Șmen
- Știri 24
- Tetatet
- toateBlogurile
- Top Știri
- TPU
- Trilulilu
- Urbanbite
- VideoMix
- VoxRO
- W3bchat
- Yute.Ro
- Zang
- Zilei
- Zvoner